# Wydział Nauk Ekonomicznych i Zarządzania Uniwersytetu Mikołaja Kopernika w Toruniu

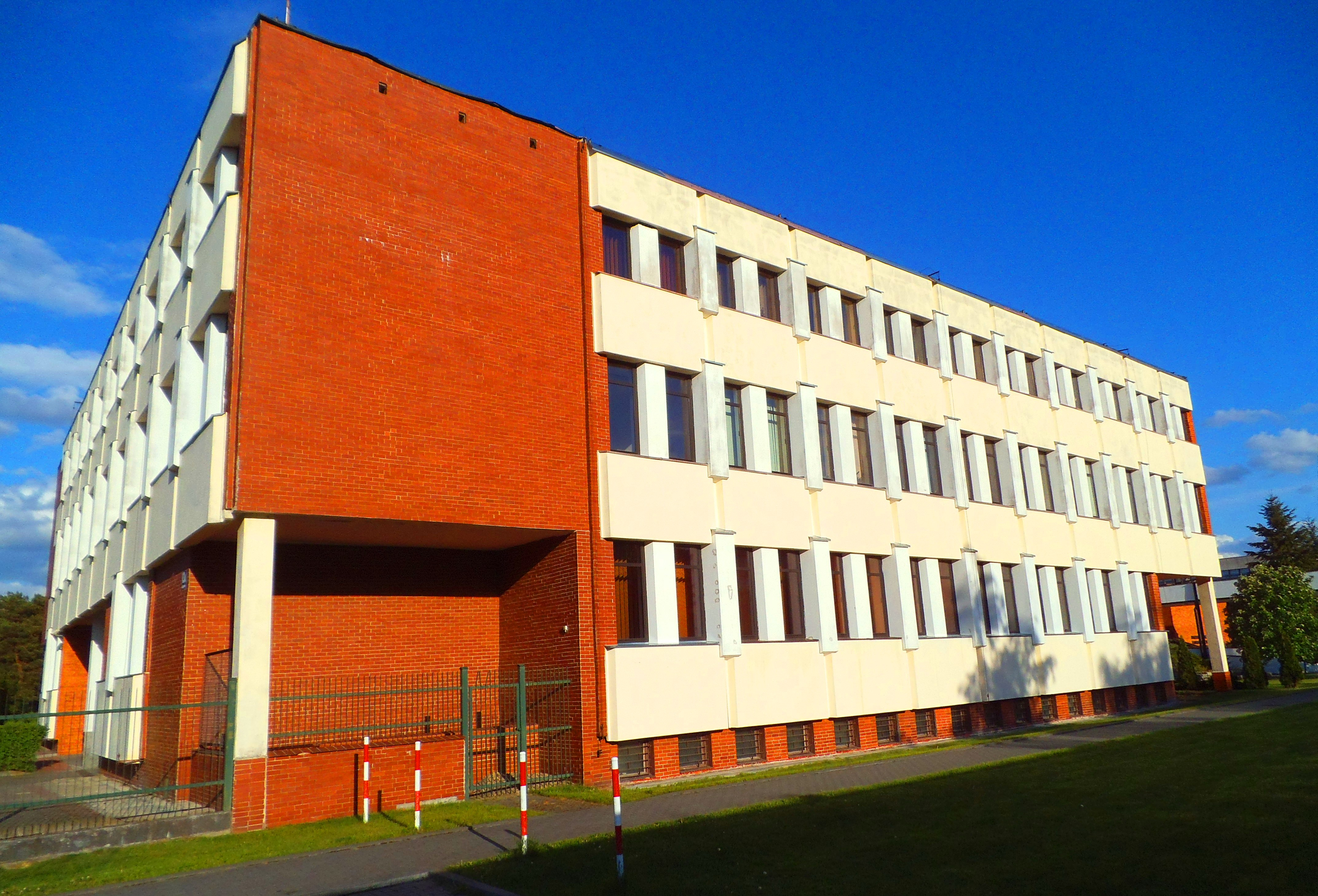
Siedziba wydziału widziana od strony zachodniej

Wydział Nauk Ekonomicznych i Zarządzania Uniwersytetu Mikołaja Kopernika w Toruniu – jeden z 16 wydziałów Uniwersytetu Mikołaja Kopernika w Toruniu. Siedziba wydziału znajduje się w zachodniej części miasta, w dzielnicy Bielany, na terenie Miasteczka Akademickiego, przy ul. Jurija Gagarina 13a.

## Historia
Zarządzeniem z 13 czerwca 1968 r. Minister Oświaty i Wychowania powołał Instytut Ekonomiczny UMK, który stał się jednostką samodzielną i autonomiczną w zakresie prowadzonej działalności badawczej i dydaktycznej. Jego organizatorem został prof. dr hab. inż. Jerzy Liczkowski. W owym czasie prof. Liczkowski był pracownikiem Akademii Ekonomicznej w Poznaniu, lecz w związku z misją tworzenia Wydziału został przeniesiony do UMK. 
W 1968 roku przeprowadzono pierwszy nabór na studia. Do egzaminu wstępnego przystąpiło ok. 600 kandydatów, z których wyłoniono 66 pierwszych studentów. 
Prof. dr hab. Jerzy Liczkowski pełnił funkcję Dziekana Wydziału w latach 1968–1976.
Wydział Nauk Ekonomicznych i Zarządzania utworzony został w 1976 roku decyzją Ministra Nauki, Szkolnictwa Wyższego i Techniki z przekształcenia Instytutu Ekonomicznego powstałego w 1968 roku.

### Kalendarium
- 1945 – powołanie Wydziału Prawno-Ekonomicznego
- 1948/1949 – z powodu braku specjalistów Wydział zostaje przekształcony w Wydział Prawa, utrzymując w jego strukturze Katedrę Ekonomii Politycznej
- 1968 – powołanie na Uniwersytecie Mikołaja Kopernika Instytutu Ekonomicznego, funkcjonującego na prawach wydziału
- 1976 – powołanie Wydziału Nauk Ekonomicznych, utworzono dwa instytuty: Instytut Ogólnoekonomiczny oraz Instytut Zarządzania Gospodarką Narodową
- styczeń 1993 – zmiana nazwy Wydziału na Wydział Nauk Ekonomicznych i Zarządzania
- 1994 – Wydział rozpoczął prowadzenie studiów doktoranckich
- 1995 – powołano do życia drugi kierunek studiów – ekonomię
- 2006 – zakwalifikowanie Wydziału przez Ministerstwo Nauki i Szkolnictwa Wyższego do grupy jednostek naukowych I (najwyższej) kategorii.
- 2020 – otwarto Centrum Danych Badawczych Federalnej Agencji Pracy w Norymberdze[3]

## Kierunki kształcenia
Obecnie (r. akad. 2024/25) Wydział daje możliwość podjęcia studiów pierwszego i drugiego stopnia na ośmiu kierunkach:
- administracja i zarządzanie – studia międzykierunkowe wraz z Wydziałem Prawa i Administracji
- ekonomia
- finanse i rachunkowość
- gospodarka cyfrowa
- komunikacja i psychologia w biznesie
- logistyka
- matematyka i ekonomia – studia międzykierunkowe wraz z Wydziałem Matematyki i Informatyki
- zarządzanie.

### Studia podyplomowe
- Podyplomowe studia w zakresie controllingu „Business Controlling”
- Podyplomowe Studia Organizacji i Zarządzania dla Kadr Kierowniczych
- Podyplomowe Studium Zarządzania Finansami i Marketingu
- Podyplomowe Studium Rachunkowości
- Podyplomowe Studium Zarządzania Jednostkami Ochrony Zdrowia „Szkoła Zdrowia Publicznego”
- Studia Podyplomowe w Zakresie Zarządzania Projektami Unii Europejskiej
- Podyplomowe Studium Gospodarowania Nieruchomościami
- Studia Podyplomowe w Zakresie Audytu Wewnętrznego Sektora Finansów Publicznych
- Studia Podyplomowe w Zakresie Zarządzanie Zasobami Ludzkimi
- Statystyczne Wspomaganie Procesów Decyzyjnych w Administracji Publicznej
- Studia Podyplomowe w Zakresie E-biznesu
- Studia Podyplomowe w Zakresie Decyzji Menedżerskich

### Studia doktoranckie
- w zakresie ekonomii
- w zakresie zarządzania
- w zakresie finansów

## Struktura organizacyjna
| Katedra                                                | Kierownik                          |
| ------------------------------------------------------ | ---------------------------------- |
| Katedra Doskonałości Biznesowej                        | dr hab. Waldemar Glabiszewski      |
| Katedra Ekonometrii i Statystyki                       | dr hab. Jacek Kwiatkowski          |
| Katedra Ekonomii                                       | prof. dr hab. Magdalena Osińska    |
| Katedra Gospodarki i Finansów Cyfrowych                | dr hab. Michał Polasik             |
| Katedra Gospodarowania Zasobami Pracy                  | dr hab. Agata Sudolska             |
| Katedra Inwestycji i Nieruchomości                     | dr hab. inż. Małgorzata Jaworek    |
| Katedra Logistyki                                      | dr hab. Rafał Haffer               |
| Katedra Polityki Ekonomicznej i Studiów Regionalnych   | dr hab. Grażyna Wolska             |
| Katedra Rachunkowości Finansowej                       | prof. dr hab. Danuta Dziawgo       |
| Katedra Rachunkowości Zarządczej                       | dr hab. Marlena Ciechan-Kujawa     |
| Katedra Zachowań Organizacyjnych i Marketingu          | prof. dr hab. Aldona Glińska-Neweś |
| Katedra Zarządzania Finansami                          | prof. dr hab. Leszek Dziawgo       |
| Katedra Zarządzania Przedsiębiorstwem                  | dr hab. Maciej Zastempowski        |
| Katedra Zastosowań Informatyki i Matematyki w Ekonomii | dr hab. Witold Orzeszko            |

## Władze wydziału
W kadencji 2024–2028:
| Stanowisko                                | Imię i nazwisko                |
| ----------------------------------------- | ------------------------------ |
| Dziekan                                   | dr hab. Marlena Ciechan-Kujawa |
| Prodziekan ds. nauki i rozwoju            | dr hab. Marcin Kuzel           |
| Prodziekan ds. studenckich i kształcenia  | dr hab. Damian Walczak         |
| Prodziekan ds. współpracy międzynarodowej | dr Aranka Ignasiak-Szulc       |

## Nagrody i wyróżnienia
Wydział w 2019 roku otrzymał wyróżnienie szkoły AACSB International (AACSB) w konkursie 2019 Innovations That Inspire za projekt „IMPULS 50+. Strategie aktywizacji zawodowej osób starszych dla Publicznych Służb Zatrudnienia”.